# 猪与鸡
猪与鸡是一个描述不同角色的人在项目中投入程度区别的商业寓言。要制作火腿蛋，猪需要牺牲自己来提供肉，而鸡只需要下蛋。故而为了这个目标，猪需要完全投入（commit）而鸡只是参与（involve）。

## 寓言
猪和鸡的寓言故事大致如下。

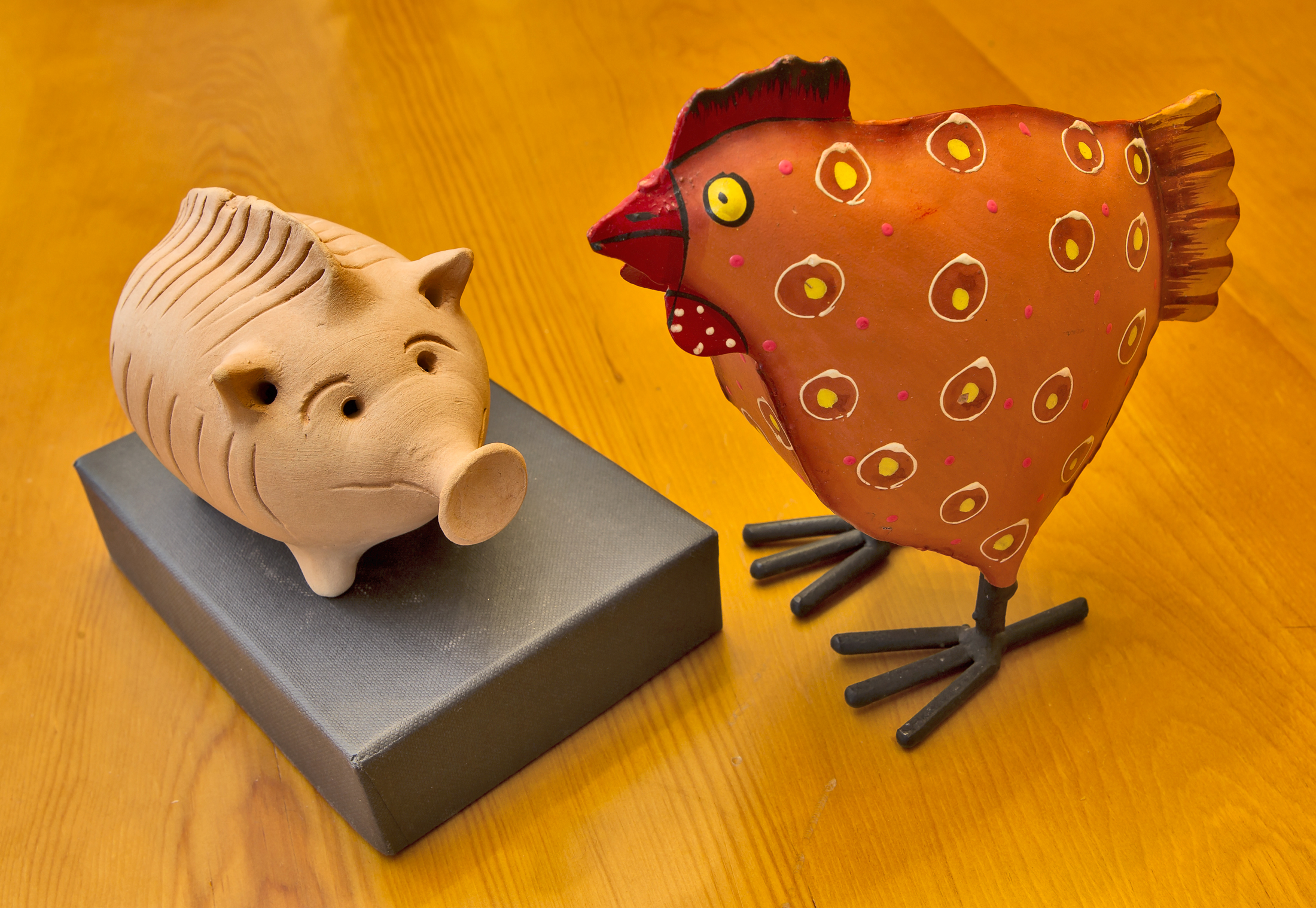
可能在对话的猪和鸡

猪和鸡走在一起，鸡说：“我们要不要开家餐馆？”猪问：“什么餐馆？”鸡说：“火腿蛋餐馆怎么样？”猪说：“这可不行。我得完全投入（commit），你只需要参与（involve）。”（杀了猪才有肉，但是鸡可以天天下蛋。）

## 使用场景

### 软件开发

#### 敏捷开发
猪与鸡的故事曾经在Scrum敏捷框架中用于定义项目中的两种成员：完全投入并且对结果完全负责的猪和涉及项目、关心项目进展的鸡。:39
在Scrum敏捷框架中，开发团队、产品负责人（Product Owner）和Scrum Master是“猪”的角色，而其余的利益相关人（stakeholder）、客户以及开发部门的高层管理者则被看作“鸡”的角色。团队中的决策权应该归于“猪”，而“鸡”的反馈也是不可忽视的。
不过，自2011年起，Scrum框架不再陈述猪和鸡的故事，或因为此寓言可能影响团队成员与利益相关者的关系。
在敏捷软件开发中，主流的观念是测试者和开发者在同一个团队中工作。猪与鸡的故事也被用来阐述测试者和开发者在同一个团队工作的重要性：因为测试者和开发者同样都是“猪”。:1,2

#### 易用性
关于对软件易用性的改善，有观点引用猪和鸡的故事，认为软件的使用者相当于猪，而拿薪水的可用性专家因为不是真正的软件使用者而相当于鸡的角色。:1

### 竞技运动
在竞技运动中，猪和鸡的故事也用来描述在比赛中或者团队中不同角色的投入程度。例如美式橄榄球教练麦克·里奇为人所知的如下言论：“（比赛）就像你的早餐，火腿和鸡蛋。我们教练和球员就是火腿。你看，鸡只是参与了过程，但猪则需全部投入。我们就像猪，而他们就像是鸡。他们确实参与了，可是只有我们才付出了一切。”

### 創業
在創業與創投方面，Jeff Bussgang援引猪与鸡的寓言，區分了豬團隊，與心態裹足不前的雞團隊。